# Endophragmiella dingleyae
Endophragmiella dingleyae är en svampart som beskrevs av S. Hughes 1978. Endophragmiella dingleyae ingår i släktet Endophragmiella och familjen Helminthosphaeriaceae.   Inga underarter finns listade i Catalogue of Life.